# Bézhitsa
Bézhitsa (ruso: Бе́жица) fue una ciudad del oeste de Rusia. Desde 1956 está integrada en la ciudad de Briansk como uno de sus cuatro distritos urbanos.
En 2021, el territorio del distrito urbano tenía una población de 136 649 habitantes. Se ubica al norte de la ciudad: su casco urbano está separado del resto de Briansk por el río Desná (que lo delimita por el sur) y el río Bolvá (que lo delimita por el este). No obstante, la jurisdicción del distrito incluye territorios más allá de estos ríos, abarcando entre ellos la pedanía de Ráditsa-Krýlovka, ubicada al este del río Bolvá.

## Historia
Bézhitsa fue fundada en 1860 como poblado ferroviario de la línea de ferrocarril de Oriol a Vítebsk. Originalmente el poblado se llamaba "Gubónino" en referencia al terrateniente local Gubonin, mientras que la estación se designó como "Bézhitsa" en referencia al vecino pueblo de Bézhichi. El tráfico ferroviario se abrió en 1868, y desde 1873 comenzó a desarrollarse notablemente como un núcleo industrial. En 1921, la Unión Soviética le dio el estatus de capital de un uyezd en la recién creada gobernación de Briansk, alcanzando el título de ciudad en 1925. En 1929 pasó a ser una ciudad bajo subordinación regional en la Óblast Occidental.
En 1934 anexionó a su territorio los pueblos de Chaikóvichi, Bézhichi, Bordovichi y Gorodishche. Entre 1936 y 1943, la ciudad se llamó "Ordzhonikidzegrad". En 1956, la ciudad fue suprimida como entidad administrativa y pasó a ser un distrito urbano de la vecina ciudad de Briansk.